# 55a Mostra Internacional de Cinema de Venècia
La 55a Mostra Internacional de Cinema de Venècia es va celebrar entre el 3 i el 13 de setembre de 1998. El Lleó d'Or fou atorgat a Così ridevano de Gianni Amelio.

## Jurat
El jurat de la Mostra de 1998 va estar format per:
- Ettore Scola (Itàlia) (president)
- Hector Babenco (Argentina)
- Sharunas Bartas (Lituània)
- Kathryn Bigelow (EUA)
- Reinhard Hauff (Alemanya)
- Danièle Heymann (França)
- Ismail Merchant (Índia)
- Luis Sepúlveda (Xile)
- Tilda Swinton (GB)
- Georges Benayoun (Marroc) (curtmetratges) (president)
- Chiara Caselli (Itàlia) (curtmetratges)
- Abel Ferrara (EUA) (curtmetratges)

## Selecció oficial

### En competició
| Títol original                | Director(s)         | País de producció            |
| ----------------------------- | ------------------- | ---------------------------- |
| Conte d'automne               | Eric Rohmer         | França                       |
| Crna macka, beli macor        | Emir Kusturica      | França/ Alemanya/ Iugoslàvia |
| Bulworth                      | Warren Beatty       | Estats Units                 |
| La nube                       | Fernando Solanas    | Argentina/ França            |
| Dancing at Lughnasa           | Pat O'Connor        | Irlanda/ Estats Units        |
| I giardini dell'Eden          | Alessandro D'Alatri | Itàlia                       |
| Hilary and Jackie             | Anand Tucker        | Regne Unit                   |
| Hurlyburly                    | Anthony Drazan      | Estats Units                 |
| I piccoli maestri             | Daniele Luchetti    | Itàlia                       |
| Los amantes del círculo polar | Julio Medem         | Espanya                      |
| New Rose Hotel                | Abel Ferrara        | Estats Units                 |
| Terminus Paradis              | Lucian Pintilie     | Romania                      |
| Place Vendôme                 | Nicole Garcia       | França                       |
| Rounders                      | John Dahl           | Estats Units                 |
| Lola rennt                    | Tom Tykwer          | Alemanya                     |
| L'Albero delle pere           | Francesca Archibugi | Itàlia                       |
| Sokout                        | Mohsen Makhmalbaf   | Iran/ Tadjikistan/ França    |
| Voleur de vie                 | Yves Angelo         | França                       |
| Tráfico                       | João Botelho        | Portugal/ França/ Dinamarca  |
| Così ridevano                 | Gianni Amelio       | Itàlia                       |

## Seccions autònomes

### Setmana de la Crítica del Festival de Cinema de Venècia
Les següents pel·lícules foren exhibides com en competició per a aquesta secció:
- Beat d'Amon Miyamoto
- Ghodoua Nahrek (Demà, em cremaré...) de Mohamed Ben Smàil [5]
- La Mère Christian de Myriam Boyer
- L'odore della notte de Claudio Caligari
- Orphans de Peter Mullan
- The Opposite of Sex de Don Roos
- Zheleznaya pyata oligarkhii d'Aleksandr Bashirov

## Premis
- Lleó d'Or:
  - Così ridevano (Gianni Amelio)
- Premi Especial del Jurat:
  - Terminus Paradis (Lucian Pintilie)
- Lleó d'Argent:
  - Crna macka, beli macor (Emir Kusturica)
- Premi Osella:
  - Millor Guió: (Eric Rohmer) Conte d'automne
  - Millor Fotografia: (Luca Bigazzi) Così ridevano
  - Millor Muntatge: (Gerardo Gandini) La nube
- Copa Volpi:
  - Millor Actor: Sean Penn Hurlyburly
  - Millor Actriu: Catherine Deneuve Place Vendôme
- Medalla d'Or del President del Senat Italià:
  - Sokout (Mohsen Makhmalbaf)
- Premi Marcello Mastroianni:
  - L'albero delle pere (Niccolò Senni)
- Lleó d'Or a la carrera:
  - Sophia Loren
  - Andrzej Wajda
  - Warren Beatty
- Premi FIPRESCI:
  - Millor primer treball: Trenul vieţii (Radu Mihăileanu)
  - Millor treball: Cabaret Balkan (Goran Paskaljević)
- Premi OCIC:
  - L'albero delle pere (Francesca Archibugi)
- Premi UNICEF:
  - L'albero delle pere (Francesca Archibugi)
- Premi UNESCO:
  - Kolonel Bunker (Kujtim Çashku)
  - Menció especial: La nube (Fernando Solanas)
- Premi Pasinetti:
  - Millor Actor: I giardini dell'Eden (Kim Rossi Stuart)
  - Millor Actriu: Del perduto amore (Giovanna Mezzogiorno)
- Premi Pietro Bianchi:
  - Michelangelo Antonioni
- Premi Isvema:
  - Orphans (Peter Mullan)
- Premi FEDIC:
  - Del perduto amore (Michele Placido)
  - Menció especial: Ospiti (Matteo Garrone)
  - Menció especial: Sto lavorando? (Daniele Segre)
- Petit Lleó d'Or:
  - Crna macka, beli macor (Emir Kusturica)
- Premi Anicaflash:
  - Trenul vieţii (Radu Mihăileanu)
- Premi Elvira Notari:
  - Trap, Trap, Little Trap (Věra Chytilová)
  - Menció especial: New Rose Hotel (Abel Ferrara)
- Premi Cult Network Italia:
  - Orphans (Peter Mullan)
- Premi FilmCritica "Bastone Bianco":
  - New Rose Hotel (Abel Ferrara)
- Premi Laterna Magica:
  - Crna macka, beli macor (Emir Kusturica)
- Premi Sergio Trasatti:
  - I giardini dell'Eden (Alessandro D'Alatri)
  - Menció especial: Conte d'automne (Éric Rohmer)
  - Menció especial: Così ridevano (Gianni Amelio)
  - Menció especial: Sokout (Mohsen Makhmalbaf)
- Premi CinemAvvenire:
  - Millor pel·lícula sobre la relació entre l'home i la natura: Sokout (Mohsen Makhmalbaf)
  - Millor pel·lícula: La nube (Fernando Solanas)
  - Millor primera pel·lícula: Vivre au paradis (Bourlem Guerdjou)
- Premi Kodak:
  - Orphans (Peter Mullan)
  - IN-COMPETITION: Ospiti (Matteo Garrone)
- Prix Pierrot:
  - Orphans (Peter Mullan)
- Premi Max Factor:
  - Elizabeth (Jenny Shircore)